# 幡郷村
幡郷村（はたさとそん）は、鳥取県西伯郡にあった村。現在の西伯郡伯耆町・南部町の一部にあたる。

## 地理
日野川の下流左岸、越敷山の麓、肥沃な高台の越敷原・長者原に位置していた。
- 河川：小松谷川[3]、佐野川用水[2]、五千石井手[2]
- 山岳：高塚山[4]、後﨏山[3]

## 歴史
- 1889年（明治22年）10月1日、町村制の施行により、会見郡小野村、小町村、金廻村、大殿村、坂長村、岩屋谷村、諸木村が合併して村制施行し、幡郷村が発足[1][2]。旧村名を継承した小野、小町、金廻、大殿、坂長、岩屋谷、諸木の7大字を編成[2]。役場は大字大殿字殿河内の民家を借りて設置し、1892年（明治25年）大殿字大寺に新築移転した[2]。
- 1896年（明治29年）4月1日、郡の統合により西伯郡に所属[2]。
- 1914年（大正3年）から1918年（大正7年）まで大字小町で小町大池などの溜池を改修し新田耕地整理を実施した[4]。
- 1926年（大正15年）大字大殿に巡査駐在所設置[2][5]。
- 1930年（昭和5年）大字金廻は無人となる[6]。
- 1948年（昭和23年）大字金廻に県営佐野川発電所建設[6]。
- 1955年（昭和30年）3月31日、村域を二分割し、大字小野・小町・金廻・大殿・坂長・岩屋谷が西伯郡大幡村、日野郡八郷村と合併し、町制施行し西伯郡岸本町を新設[1][2]。大字諸木が西伯郡手間村に編入され、幡郷村は廃止された[1][2]。合併編入後、岸本町大字小野・小町・金廻・大殿・坂長・岩屋谷、手間村大字諸木となる[2]。

## 産業
- 農業、商業、工業[2]

## 教育
- 1916年（大正5年）大字坂長に幡郷小学校開校し、その後、幡郷尋常高等小学校となる[2][7]。1965年（昭和40年）合併により廃校[7]。